# 1868 год
1868 (ты́сяча восемьсо́т шестьдеся́т восьмо́й) год  по григорианскому календарю — високосный год, начинающийся в среду. Это 1868 год нашей эры, 8‑й год 7‑го десятилетия XIX века 2‑го тысячелетия, 9‑й год 1860‑х годов. Он закончился 157 лет назад.
| Пн | Вт | Ср | Чт | Пт | Сб | Вс |
|    |    | 1  | 2  | 3  | 4  | 5  |
| 6  | 7  | 8  | 9  | 10 | 11 | 12 |
| 13 | 14 | 15 | 16 | 17 | 18 | 19 |
| 20 | 21 | 22 | 23 | 24 | 25 | 26 |
| 27 | 28 | 29 | 30 | 31 |    |    |

| Пн | Вт | Ср | Чт | Пт | Сб | Вс |
|    |    |    |    |    | 1  | 2  |
| 3  | 4  | 5  | 6  | 7  | 8  | 9  |
| 10 | 11 | 12 | 13 | 14 | 15 | 16 |
| 17 | 18 | 19 | 20 | 21 | 22 | 23 |
| 24 | 25 | 26 | 27 | 28 | 29 |    |

| Пн | Вт | Ср | Чт | Пт | Сб | Вс |
|    |    |    |    |    |    | 1  |
| 2  | 3  | 4  | 5  | 6  | 7  | 8  |
| 9  | 10 | 11 | 12 | 13 | 14 | 15 |
| 16 | 17 | 18 | 19 | 20 | 21 | 22 |
| 23 | 24 | 25 | 26 | 27 | 28 | 29 |
| 30 | 31 |    |    |    |    |    |

| Пн | Вт | Ср | Чт | Пт | Сб | Вс |
|    |    | 1  | 2  | 3  | 4  | 5  |
| 6  | 7  | 8  | 9  | 10 | 11 | 12 |
| 13 | 14 | 15 | 16 | 17 | 18 | 19 |
| 20 | 21 | 22 | 23 | 24 | 25 | 26 |
| 27 | 28 | 29 | 30 |    |    |    |

| Пн | Вт | Ср | Чт | Пт | Сб | Вс |
|    |    |    |    | 1  | 2  | 3  |
| 4  | 5  | 6  | 7  | 8  | 9  | 10 |
| 11 | 12 | 13 | 14 | 15 | 16 | 17 |
| 18 | 19 | 20 | 21 | 22 | 23 | 24 |
| 25 | 26 | 27 | 28 | 29 | 30 | 31 |

| Пн | Вт | Ср | Чт | Пт | Сб | Вс |
| 1  | 2  | 3  | 4  | 5  | 6  | 7  |
| 8  | 9  | 10 | 11 | 12 | 13 | 14 |
| 15 | 16 | 17 | 18 | 19 | 20 | 21 |
| 22 | 23 | 24 | 25 | 26 | 27 | 28 |
| 29 | 30 |    |    |    |    |    |

| Пн | Вт | Ср | Чт | Пт | Сб | Вс |
|    |    | 1  | 2  | 3  | 4  | 5  |
| 6  | 7  | 8  | 9  | 10 | 11 | 12 |
| 13 | 14 | 15 | 16 | 17 | 18 | 19 |
| 20 | 21 | 22 | 23 | 24 | 25 | 26 |
| 27 | 28 | 29 | 30 | 31 |    |    |

| Пн | Вт | Ср | Чт | Пт | Сб | Вс |
|    |    |    |    |    | 1  | 2  |
| 3  | 4  | 5  | 6  | 7  | 8  | 9  |
| 10 | 11 | 12 | 13 | 14 | 15 | 16 |
| 17 | 18 | 19 | 20 | 21 | 22 | 23 |
| 24 | 25 | 26 | 27 | 28 | 29 | 30 |
| 31 |    |    |    |    |    |    |

| Пн | Вт | Ср | Чт | Пт | Сб | Вс |
|    | 1  | 2  | 3  | 4  | 5  | 6  |
| 7  | 8  | 9  | 10 | 11 | 12 | 13 |
| 14 | 15 | 16 | 17 | 18 | 19 | 20 |
| 21 | 22 | 23 | 24 | 25 | 26 | 27 |
| 28 | 29 | 30 |    |    |    |    |

| Пн | Вт | Ср | Чт | Пт | Сб | Вс |
|    |    |    | 1  | 2  | 3  | 4  |
| 5  | 6  | 7  | 8  | 9  | 10 | 11 |
| 12 | 13 | 14 | 15 | 16 | 17 | 18 |
| 19 | 20 | 21 | 22 | 23 | 24 | 25 |
| 26 | 27 | 28 | 29 | 30 | 31 |    |

| Пн | Вт | Ср | Чт | Пт | Сб | Вс |
|    |    |    |    |    |    | 1  |
| 2  | 3  | 4  | 5  | 6  | 7  | 8  |
| 9  | 10 | 11 | 12 | 13 | 14 | 15 |
| 16 | 17 | 18 | 19 | 20 | 21 | 22 |
| 23 | 24 | 25 | 26 | 27 | 28 | 29 |
| 30 |    |    |    |    |    |    |

| Пн | Вт | Ср | Чт | Пт | Сб | Вс |
|    | 1  | 2  | 3  | 4  | 5  | 6  |
| 7  | 8  | 9  | 10 | 11 | 12 | 13 |
| 14 | 15 | 16 | 17 | 18 | 19 | 20 |
| 21 | 22 | 23 | 24 | 25 | 26 | 27 |
| 28 | 29 | 30 | 31 |    |    |    |

## События

### Январь
- 6 января — в Китае тайпинская армия Лай Вэньгуана разбита правительственными силами при Янчжоу, а сам он захвачен в плен и казнён 10 января[1].
- 10 января — в связи с Критским восстанием султан Османской империи Абдул-Азиз издал фирман, облегчающий положение христиан на Крите: они освобождались от откупа от военной повинности, греческий язык признавался вторым официальным языком[2].
- 18 января — Наполеон III на открытии заседаний Законодательного корпуса заявил об усилившейся антиправительственной агитации[3].

### Февраль
- 1 февраля — Наполеон III провёл новый военный закон, направленный на создание сильной армии, способной противостоять Пруссии[4].
- 9 февраля — в Венгрии создана первая социал-демократическая рабочая организация — Всеобщий рабочий союз[5].
- 22 февраля — королева Испании Изабелла II получила от Папы Римского Пия IX в подарок золотую розу в знак признательности и уважения. Подарок был отмечен празднествами при испанском дворе[6].

### Март
- 12 марта — Лесото объявлено британским протекторатом[7].
- 17 марта — конференция венгерских центристов в Надьявараде приняла бихарские пункты с требованием разделения административной и военной систем Австро-Венгрии на австрийскую и венгерскую[8].
- 20 марта — правительство Франции распустило Французскую секцию Первого интернационала и арестовало её руководство[9].
- 30 марта — во Франции с целью ослабления недовольства режимом Второй империи легализованы рабочие синдикальные палаты[10].
- Март — французский палеонтолог Луи Ларте в пещере Кро-Маньон возле городка Лес-Эзи-де-Тайак-Сирей (Аквитания, Франция) обнаружил первые скелеты идентифицированных позже кроманьонцев, ранних представителей современного человека.

### Апрель
- 2 апреля — в Венгрии основана Партия 1848 года[5].
- 14 апреля — подавление крестьянского движения в Венгрии и роспуск «демократических кружков»[5].
- 23 апреля — скончался премьер-министр Испании герцог Рамон Нарваэс. Новым премьер-министром стал Луис Гонсалес Браво[6].

### Май
- 11 мая — во Франции принят закон о печати, устраняющий предварительную цензуру, но усиливающий наказания за «проступки» против власти и передающий решение вопросов о наказаниях из судов присяжных в исправительные трибуналы[11].
- 15 мая — собрание румынской интеллигенции в Клуже распространило «пронунциаменте», в котором отвергло унию с Австро-Венгрией и заявило об опасности, угрожающей «румынской нации, языку и религии»[12].

### Июнь
- 6 июня — во Франции принят закон, разрешавший публичные собрания, но дающий администрации и полиции неограниченные возможности их запрета[11].
- 24 июня — в Австро-Венгрии принят закон признающий самостоятельность румынской православной церкви, её равноправие и автономию[13].
- 25 июня — заключено венгеро-хорватское соглашение, по которому провозглашалась государственная общность Венгрии с Хорватией, Славонией и Далмацией. Хорватии предоставлена внутренняя автономия[5].
- 26 июня — Папа Римский Пий IX назначил на 8 декабря 1869 года созыв Вселенского собора[14].

### Июль
- 5 июля — Стафан Караджа и Хаджи Димитр переправились из Румынии через Дунай в Болгарию для освобождения её от власти Османской империи.
- 8 июля — сражение болгарских повстанцев с турецкими войсками у Вишовграда. На следующий день турками взят в плен один из руководителей болгарских повстанцев Стефан Караджа.
- 14 июля — в России издано Положение, по которому царане (свободные безземельные крестьяне Бессарабии) наделялись землёй с её последующим выкупом[15].
- 18 июля — близ горы Шипка разбиты турками остатки болгарских повстанцев. Их руководитель Хаджи Димитр тяжело ранен

### Август
- 10 августа — в районе пика Кадрафил скончался от ран руководитель болгарских повстанцев Хаджи Димитр.
- 13 августа — в провинции Арика произошло одно из самых смертоносных землетрясений в истории[16][17].
- 27 августа — после публикации в будапештской газете «Федерация» румынского «пронунциаменте» с отказом от унии с Австро-Венгрией власти начали репрессии против издателей и авторов манифеста[12].

### Сентябрь
- 5 сентября — открылся трёхдневный 5-й (Нюрнбергский) съезд Союза немецких рабочих обществ (председатель — Август Бебель). В ходе своей работы съезд принял новую программу и решение о присоединении к I Интернационалу[18].
- 6—13 сентября — третий конгресс Международного товарищества рабочих в Брюсселе.
- 18 сентября — в порту Кадис восстал с требованиями восстановления кортесов испанский флот адмирала Топете. Его поддержали сухопутные части маршала Франсиско Серрано и генерала Хуана Прима. Началась Пятая испанская революция[19].
- 19 сентября — находящаяся на курорте в Леквейсио королева Испании Изабелла II отправила в отставку правительство Луиса Гонсалеса Браво и назначила на его место Хосе Гутьерреса де ла Кончу, который выехал в Мадрид для организации отпора революции. В тот же день армия монархистов была разбита маршалом Серрано у Альколейского моста[6].
- 30 сентября — королева Испании Изабелла II бежала из Сан-Себастьяна во Францию. В тот же день власть в Мадриде перешла к революционной хунте Паскуаля Мадоса[19].

### Октябрь
- 2 октября — остатки верных королевскому правительству испанских войск капитулировали у Эль-Карпио[20].
- 10 октября — на Кубе в провинции Орьенте вспыхнуло антииспанское восстание, возглавленное Карлосом Мануэлем де Сеспедесом. Начинается «Десятилетняя война» за независимость Кубы[21].
- 11 октября — изобретатель Томас Алва Эдисон получил патент, подтверждающий его приоритет в изобретении электрического регистратора числа голосов.
- 18 октября — в Испании сформировано временное правительство во главе с маршалом Франсиско Серрано[19].
- 25 октября — правительство Испании декретом ввело всеобщее избирательное право, свободу совести, печати и обучения, свободу союзов и собраний[20].

### Ноябрь
- 2 ноября — в Париже на могиле депутата Бодена, убитого после переворота в 1851 году, прошли массовые собрания с призывами к вооружённому свержению империи Наполеона III[22].
- 12 ноября — император Австро-Венгрии Франц-Иосиф I утвердил хорвато-венгерское соглашение, по которому Хорватия и Славония оставались частью неделимой Венгрии, но получали право направлять депутатов в венгерский парламент[23].
- 22 ноября — канцлер Пруссии Отто фон Бисмарк направил Румынии ультиматум с требованием прекратить агитацию и прочую деятельность с целью объединения Румынии и австро-венгерской Трансильвании[24].

### Декабрь
- 5 декабря — в Венгрии принят закон о народной школе и реформе в области образования[5].
- 6 декабря — в Австро-Венгрии утверждён закон «о равноправии национальностей»[13].
- 11 декабря — султан Османской империи Абдул-Азиз предъявил Греции ультиматум с требованием прекратить поддержку Критского восстания. Дипломатические отношения были разорваны, греки выселялись из турецких владений[25].

### Без точных дат
- Восстановление императорской власти в Японии. Война Босин.
- Ориентировочно в этом году произошла вспышка сверхновой G1.9+0.3. Однако её невозможно было наблюдать с Земли, поскольку она была видна только в рентгеновском и радиодиапазонах.
- Город Эдо переименовывается в Токио.
- Окончание Катарско-бахрейнской войны

## Родились
См. также: Категория:Родившиеся в 1868 году
- 1 января – Георге Мурну, румынский поэт (ум. 1957).
- 19 января — Густав Майринк, австрийский писатель (ум. 1932).
- 14 марта — Александр Михайлович Недошивин, православный священник, эсперантист.
- 22 марта — Видунас (настоящее имя Вилюс Стороста), литовский драматург, публицист, философ (ум. 1953).
- 22 марта — Роберт Эндрюс Милликен (ум. 1953), американский физик, лауреат Нобелевской премии.
- 26 марта — Ахмед Фуад I, король Египта с 1922 года, султан Египта в 1917 — 1922 годах (ум. 1936).
- 28 марта — Алексей Максимович Горький, русский советский писатель (ум. 1936).
- 1 апреля — Эдмон Ростан, французский поэт и драматург (ум. 1918).
- 6 мая — Гастон Леру, французский писатель, журналист (ум.1927).
- 7 мая — Станислав Пшибышевский, польский писатель (ум. 1927).
- 18 мая — Николай Александрович Романов, российский император, сын Александра III.
- 5 июня — Джеймс Коннолли, ирландский революционер, борец за независимость Ирландии, марксист, основатель Ирландской социалистической республиканской партии, один из руководителей Пасхального восстания 1916 года (ум. 1916).
- 15 июня — Амос Каш, российский и советский спортсмен, серебряный призёр Олимпийских игр 1912 года в Стокгольме по стрельбе из пистолета.
- 18 июня — Миклош Хорти, правитель Венгерского Королевства в 1920-1944 годах, вице-адмирал. (ум. 1957).
- 17 июля — Михаил Бахирев, российский военачальник и флотоводец.
- 2 августа — Константинос I, король Греции в 1913—1917 и 1920—1922 годах (ум. 1923).
- 21 сентября — Ольга Леонардовна Книппер-Чехова, русская советская актриса (ум. 1959).
- 8 ноября — Феликс Хаусдорф, немецкий математик, один из основоположников современной топологии (ум. 1942).
- 19 декабря — Комас-Сола, испанский астроном.
- 20 декабря — Артуро Фортунато Алессандри Пальма, президент Чили в 1920 — 1925 годах и в 1932 — 1937 годах. (ум.1950).

## Скончались
См. также: Категория:Умершие в 1868 году
- 29 февраля — Джоаккино Антонио Россини, итальянский композитор (род. 1792).
- 7 мая – Себастьян Хабеншаден, немецкий художник (род. 1813).
- 1 июня — Джеймс Бьюкенен, американский политик, президент США в 1857—1861 годах (род. 1791).
- 16 июля — Дмитрий Иванович Писарев, русский публицист и литературный критик (род. 1840).
- 10 августа — Хулиан Ромеа-и-Янгуас, испанский прозаик, поэт (род. 1813).
- 11 сентября — Ромуальд Зенкевич, белорусский фольклорист, педагог, этнограф (род. 1811).
- 26 сентября — Август Фердинанд Мёбиус, немецкий математик и астроном-теоретик (род. 1790).
- 29 ноября — Мкртич Пешикташлян, армянский поэт, драматург, актёр, режиссёр и общественный деятель (род. 1828).
- 2 декабря — Михаил Васильевич Ляпунов, русский астроном (род. 1820).
- 6 декабря — Август Шлейхер, немецкий языковед (род. 1821).
- 20 декабря — Нестор Васильевич Кукольник, русский писатель, поэт, драматург (род. 1809).
- 21 декабря — Иван Михайлович Снегирёв, русский историк, этнограф, фольклорист, археолог (род. 1793).